# Fernando Trueba
Fernando Rodríguez Trueba (Madrid, 18 gennaio 1955) è un regista e sceneggiatore spagnolo.

## Biografia
Si è iscritto alla Facoltà di scienze dell'informazione dell'Università Complutense di Madrid, dove ha conosciuto altri appassionati di cinema, come l'attore Antonio Resines o il critico Carlos Boyero, ma presto si convinsero che quello non era il posto ideale per imparare a fare film.
Dal 1974 al 1979 è stato critico cinematografico per il quotidiano El País e per la rivista La Guía del Ocio. Nel 1980 ha fondato, e diretto per due anni, il mensile cinematografico Casablanca.
Durante gli anni settanta ha diretto sei cortometraggi.
Si è fatto conoscere con il suo primo lungometraggio, intitolato opportunamente Ópera prima (1980), un film a basso costo, che fu ben accolto dal pubblico, prodotto da Fernando Colomo, considerato l'iniziatore della "commedia madrilena".
Nel 1985 è arrivato il successo con la commedia d'intreccio Sé infiel y no mires con donde con protagonisti, tra gli altri, Ana Belén, Carmen Maura e Antonio Resines, adattamento dell'opera teatrale Move Over Mrs Markham dei britannici John Chapman e Ray Cooney. L'anno successivo ha diretto L'anno delle luci, che vincerà l'Orso d'argento al Festival di Berlino.
Nel 1988 è stato presidente dell'Academia de las Artes y las Ciencias Cinematográficas, che ogni anno assegna i premi Goya. Nel 1989 ha diretto La scimmia è impazzita, con due star internazionali: Jeff Goldblum e Miranda Richardson.
Nel 1993 il suo film Belle Époque ha vinto nove premi Goya e il Premio Oscar per il miglior film in lingua straniera.
Nel 1995 ha diretto Two Much - Uno di troppo con Antonio Banderas, Melanie Griffith e Daryl Hannah, ma questa commedia non ha avuto il successo sperato. Nel 1998 è ritornato al successo con La niña dei tuoi sogni, interpretato da Penélope Cruz e che ha vinto sette premi Goya, compreso quello per il miglior film. Negli anni successivi si sparse la notizia che Trueba e la Cruz ne avrebbero girato il sequel, poi realizzato nel 2016 con The Queen of Spain.
In seguito ha realizzato i documentari a tema musicale Calle 54 (2000) e El milagro de Candeal (2004) e il film d'animazione Chico & Rita, candidato agli Oscar del 2012. Nel 2012 è uscito El artista y la modelo, un insolito bianco e nero, parlato in francese, con due figure leggendarie del cinema europeo: Jean Rochefort e Claudia Cardinale.
Nel 2020 è uscito La nostra storia, adattamento del romanzo omonimo di Héctor Abad Faciolince, produzione colombiana con protagonista Javier Cámara, che ha chiuso fuori concorso la 68ª edizione del Festival internazionale del cinema di San Sebastián.

### Vita privata
È fratello del regista e sceneggiatore David Trueba (n. 1969). Ha sposato la produttrice cinematografica Cristina Huete; hanno un figlio, Jonás Trueba (n. 1981), regista e sceneggiatore.

## Filmografia parziale

### Regista
- Ópera prima (1980)
- Oscar e Carlos '82 (1982)
- Finché il corpo resiste (Mientras el cuerpo aguante) (1982)
- Sale grosso (Sal gorda) (1984)
- Sii infedele e non guardare con chi (Sé infiel y no mires con quién) (1985)
- L'anno delle luci (El año de las luces) (1986)
- La scimmia è impazzita (El sueño del mono loco) (1989)
- Belle Époque (1992)
- Two Much - Uno di troppo (Two Much) (1995)
- Lumière and Company (1995) - Documentario
- La niña dei tuoi sogni (La niña de tus ojos) (1999)
- Calle 54 (2000)
- El embrujo de Shanghai (2002)
- Blanco y negro (2003)
- El milagro de Candeal (2004)
- El baile de la Victoria (2006)
- Chico & Rita (2010)
- El artista y la modelo (2012)
- The Queen of Spain (La reina de España) (2016)
- La nostra storia (El olvido que seremos) (2020)

### Sceneggiatore
- Ópera prima (1980)
- Sale grosso (Sal gorda) (1984)
- Sii infedele e non guardare con chi (Sé infiel y no mires con quién) (1985)
- L'anno delle luci (El año de las luces) (1986)
- La scimmia è impazzita (El sueño del mono loco) (1989)
- Belle Époque (1992)
- Two Much - Uno di troppo (Two Much) (1995)
- Calle 54 (2000)
- El embrujo de Shanghai (2002)
- El baile de la Victoria (2006)
- Chico & Rita (2010)
- El artista y la modelo (2012)
- The Queen of Spain (La reina de España) (2016)
- Volveréis, regia di Jonás Trueba (2025)

### Soggetto
- Belle Époque, regia di Fernando Trueba (1992)

### Produttore
- Calle 54, regia di Fernando Trueba (2000)

## Riconoscimenti
- Premio Oscar
  - 1994 - Miglior film straniero per Belle Epoque
- Premio Goya
  - 1990 – Miglior film per La scimmia è impazzita
  - 1990 – Miglior regista per La scimmia è impazzita
  - 1990 – Migliore sceneggiatura non originale con Manuel Matji e Menno Meyjes per La scimmia è impazzita
  - 1993 – Miglior film per Belle Époque
  - 1993 – Miglior regista per Belle Époque
  - 1993 – Migliore sceneggiatura originale con Rafael Azcona e José Luis García Sánchez per Belle Époque
  - 1999 – Miglior film per La niña dei tuoi sogni
  - 2005 – Miglior documentario per El milagro de Candeal
  - 2011 – Miglior film d'animazione per Chico & Rita
  - 2021 – Miglior film straniero in lingua spagnola per El olvido que seremos
- Mostra internazionale d'arte cinematografica
  - 1980 – Premio AGIS miglior giovane talento per Ópera prima
- Festival internazionale del cinema di Berlino
  - 1987 – Orso d'argento per il miglior contributo singolo ex aequo per L'anno delle luci
- Medallas del Círculo de Escritores Cinematográficos
  - 1992 – Miglior regista per Belle Époque
- Festival Internacional de Cine de Huesca
  - 1993 – Premio Ciudad de Huesca Carlos Saura
- Paseo de la Fama de Madrid
  - 2011 – Stella nel Paseo de la Fama de Madrid[7]
- Festival internazionale del film d'animazione di Annecy
  - 2011 – Premio FNAC per Chico & Rita
- European Film Awards
  - 2011 – Miglior film d'animazione per Chico & Rita
- Festival internazionale del cinema di San Sebastián
  - 2012 – Concha de Plata al miglior regista per El artista y la modelo